# Pachycheles rugimanus
Pachycheles rugimanus är en kräftdjursart som beskrevs av Alphonse Milne-Edwards 1880. Pachycheles rugimanus ingår i släktet Pachycheles och familjen porslinskrabbor. Inga underarter finns listade i Catalogue of Life.